# Sorø Amtskreds
Sorø Amtskreds var en valgkreds i Landsdel Øerne fra 1920 til 1970. I 1971 blev området en del af Vestsjællands Amtskreds. Fra 2007 hører området til Sjællands Storkreds.
Amtskredsen bestod af følgende opstillingskredse:
1. Ringstedkredsen.
2. Sorøkredsen.
3. Slagelsekredsen.
4. Skælskørkredsen.

| Valg | Spire Denne valgsartikel er en spire som bør udbygges. Du er velkommen til at hjælpe Wikipedia ved at udvide den. |